# Frederico III, Eleitor Palatino
Frederico III, Eleitor Palatino (Simmern, 14 de Fevereiro de 1515 — Heidelberg, 26 de Outubro de 1576) foi Eleitor Palatino do Reno. Governante da casa dos Wittelsbach, era filho do conde palatino João II, Duque do Palatinado-Simmern (1492-1557) e herdou o Eleitorado do Palatinado de Otão Henrique, Eleitor Palatino (1502-1559), em 1559. Era um piedoso convertido ao Calvinismo, tendo tornado essa religião a oficial de seus domínios. Sob a sua supervisão foi criado o Catecismo de Heidelberg. O seu apoio ao Calvinismo deu ao movimento reformado alemão um grande impulso dentro do Sacro Império Romano.